# Enid
Az Enid kelta (walesi) eredetű női név, jelentése: élet, lélek.

## Gyakorisága
Az 1990-es években szórványos név, a 2000-es években nem szerepel a 100 leggyakoribb női név között.

## Névnapok
- augusztus 13.[2]
- december 1.[2]
- december 13.[2]